# Augusto d'Halmar
Augusto Jorge Goeminne Thomson, más conocido como Augusto d'Halmar por el apellido de su bisabuelo materno, el barón d'Halmar (Valparaíso, 23 de abril de 1882-Santiago, 27 de enero de 1950), fue un escritor chileno. Se le otorgó el Premio Nacional de Literatura de 1942, creado ese mismo año. Destacó por ser un reconocido autor naturalista de Chile, y fue uno de los poetas más importantes de Chile de su tiempo. Fue uno de los primeros intelectuales de su país en reconocer su homosexualidad.

## Biografía
Hijo del navegante francés Auguste Goeminne y de la chilena Manuela Thomson Cross (nieta de un sueco y de un escocés —Alejandro Cross—, tenía además ascendencia criolla). Nació en la calle Catedral de Santiago y a los pocos días fue trasladado por su madre a Valparaíso.[cita requerida] Quedó huérfano de madre a los 10 años y fue criado junto a sus hermanastras, Elena y Estela González Thomson, por su abuela, Juana Cross Prieto de Thomson. Su padrastro se quedó en el puerto de Valparaíso, y tuvieron escaso contacto debido a que no tenía el mismo nivel social del poeta. Cambió su apellido original, Goeminne, al de su bisabuelo movido por una antipatía a su padre, quien había desamparado a su madre luego de prometerle matrimonio.
Fue alumno de Liceo Miguel Luis Amunátegui desde 1896 hasta 1898, año en el que se trasladó al Seminario Conciliar de los Ángeles Custodios, que abandonó en 1899 para dedicarse a las letras. Sus primeras publicaciones las hizo como periodista en el periódico La Tarde y en La Ley; en el primero publicó su primera pieza literaria, La Tía. En 1900 se incorporó como redactor a la revista Luz y Sombra, que había sido fundada por Arturo Melossi el 24 de marzo de 1900. Posteriormente, cuando se fusionaron Luz i sombra e Instantáneas para fundar Instantáneas de Luz i sombra, Augusto d'Halmar creó en 1901 la sección Los 21 una serie de breves estudios monográficos sobre diversos artistas y escritores chilenos contemporáneos, los que el 2017 fueron recopilados en un libro que reúne una parte importante de sus textos sobre arte. Con el mismo título publicó en 1948 un libro compuesto por veintiún ensayos crítico-biográficos sobre veintiún escritores exponentes de la literatura del siglo XIX, entre los que se encuentran: Hans Christian Andersen, Victor Hugo, León Tolstói, Henrik Ibsen, Edgar Allan Poe, Charles Dickens, Francis Bret Harte, Émile Zola, Alphonse Daudet, Edmundo de Amicis, Guy de Maupassant, Oscar Wilde, Eça de Queiroz, Pierre Loti, Rudyard Kipling, Máximo Gorki, Carlos Pezoa Véliz, Oscar Milosz, Federico García Lorca, Antonio Machado y Joseph Conrad. En 1902 publicó La Lucero (Los Vicios de Chile), más tarde titulada Juana Lucero, un acabado testimonio del Santiago de 1900 y en forma más específica de la vida en el barrio Yungay, dentro de la estética del naturalismo de Émile Zola.

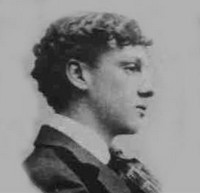
Retrato de Augusto d'Halmar, 1894.

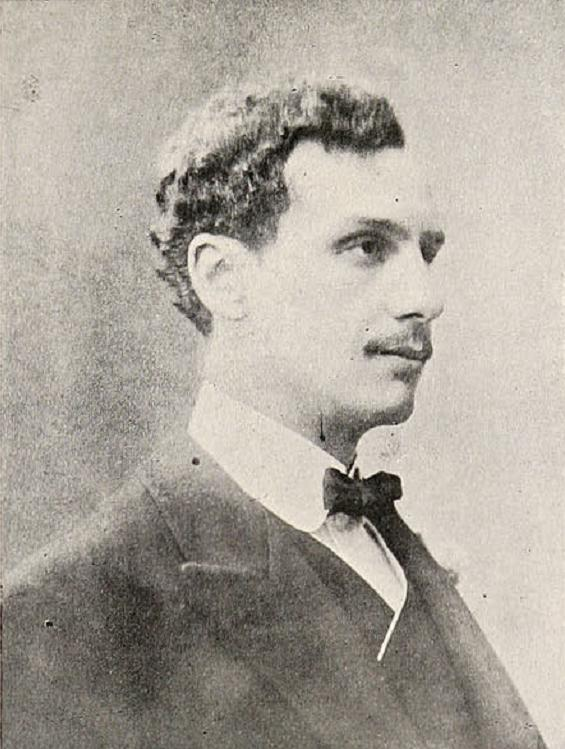
Retrato de Augusto d'Halmar, 1915.

En 1904, junto con Fernando Santiván y Julio Ortiz de Zárate, fundó la Colonia Tolstoyana, que fue frecuentada por pintores, escritores y escultores chilenos. Al fundarse la revista Zig-Zag en 1905, publicó muchos cuentos, algunos de los cuales recogió años después en Cristián y yo. También fue redactor de El Mercurio y secretario del ministro de exteriores Federico Puga, quien le nombró en 1907 cónsul general en la India iniciando así su carrera diplomática. En 1909 le nombran cónsul en Perú en Puerto Eten, donde estuvo hasta 1915.
Separado de la carrera diplomática por razones poco claras, hizo un breve viaje a Chile y dictó una serie de conferencias en el Salón de Honor de la Universidad de Chile organizadas por el Ateneo de Santiago; dio a conocer los originales de Gatita, conjunto de 27 relatos breves inspirados por una joven peruana y cargados de honda tristeza y melancolía. Algunos de estos relatos fueron editados en la revista de Los Diez, para luego en 1917 ser publicados en forma completa y en 1935 formar parte de una reedición a la que fueron agregadas otras narraciones breves. Marchó después a Francia, con la decisión de no regresar a su país. Aceptó el cargo de corresponsal de guerra para los diarios La Nación de Buenos Aires y La Unión de Santiago y se estableció en París; fue herido, permaneciendo enfermo de gravedad durante varios meses. A raíz de eso el gobierno francés lo condecoró.
En 1917 emprendió rumbo a Buenos Aires y luego, terminada la guerra en 1919, a España, donde permaneció hasta 1934 trabajando como traductor, periodista y conferenciante. Allí publicó entre 1918 y 1924 Nirvana (Viajes al extremo Oriente) y Mi otro yo, libros de viajes protagonizados por Zahír, un muchacho egipcio que conoció en su viaje a las pirámides, «guía, enfermero, ratero y prestidigitador», según palabras del propio autor, y que lo acompañó en una travesía por el mar Rojo y el océano Índico junto al pintor Rafael Valdés, aparte de haberle cuidado en Calcuta cuando cayó postrado por una grave enfermedad. Más tarde también viajó con él a Turquía, Grecia, Italia y Francia.
En España publicó La sombra del humo en el espejo y también Pasión y muerte del Cura Deusto (1924), una novela organizada en tres partes: "Albus", "Rubrus" y "Violaceus" (blanco, rojo y añil), cuya intención es, por una parte, reflejar un mundo de pasiones ocultas e inconfesables y, por otra, caracterizar el espacio sevillano de la época como uno universal. Es la obra de d'Halmar que mejor recepción ha tenido, en general, y fue escrita en España en 1920, cuando d'Halmar vivía en este país; llamó la atención por su estructura perfecta y sus bien diseñados y estudiados personajes, por lo que se la ha calificado de novela psicológica.
Tras un largo silencio, dio a la luz Capitanes sin barco (1934), el mismo año en que regresó definitivamente a Chile, instalándose a vivir en Valparaíso. Entre 1940 y 1941 trabajó en la creación del Museo Municipal de Bellas Artes de Valparaíso, que dirigió hasta 1945, cuando se trasladó a vivir en Santiago donde se desempeñó como funcionario de la Biblioteca Nacional. Su retorno a Chile le valió una serie de homenajes y tributos por parte de la intelectualidad del país; ganó en 1942 el Premio Nacional de Literatura creado entonces. Sus últimos libros, Mar y Palabras para canciones pueden leerse como poesía en prosa. Falleció de cáncer de garganta en casa de su amiga de toda la vida, la actriz Sylvia Thayer, el 27 de enero de 1950. En su epitafio escrito por él mismo se lee: «No vi nada, sino el mundo; nada me pasó, sino la vida».
Es considerado uno de los iniciadores de la tendencia literaria llamada imaginismo, que nació como alternativa al criollismo de la mayoría de los escritores de la época. Alone lo consideró como uno de los nombres más importantes de la literatura chilena. Su prestigio alcanzó amplios círculos intelectuales europeos. Aunque sus Obras completas (que no recogen con exhaustividad toda su producción) se publicaron entre 1934 y 1935, entre su obra no recopilada se encuentra una serie considerable de artículos, crónicas y relatos publicados en Chile, España y Argentina desde 1899 hasta su muerte en 1950. Los temas son diversos: la política interna de Chile, la guerra civil española, los acontecimientos sobresalientes en la sociedad chilena, comentarios sobre libros, crítica de teatro, etc. Sus posiciones políticas fluctúan entre una actitud redentora y hasta simpatizante con la postura comunista, y una posición aristocrática, por la que ha construido de sí mismo un personaje descendiente de nobles suecos trasplantados a tierras chilenas gracias a legendarios avatares; hasta el esoterismo, otra de las obsesiones que nutren las construcciones simbólicas de sus ficciones y ciertos criterios en los que basa sus textos hemerográficos.
Tras su muerte, su nombre ha sido utilizado en diversos lugares, como la comuna de Ñuñoa, en la cual en su honor existe tanto un liceo como una plaza, ubicada en calle Armando Carrera. Lo mismo ocurre con el Colegio Augusto d'Halmar, ubicado en la comuna de Peñaflor. Por su parte, en la ciudad de Antofagasta hay una calle que también lleva su nombre.

## Obras

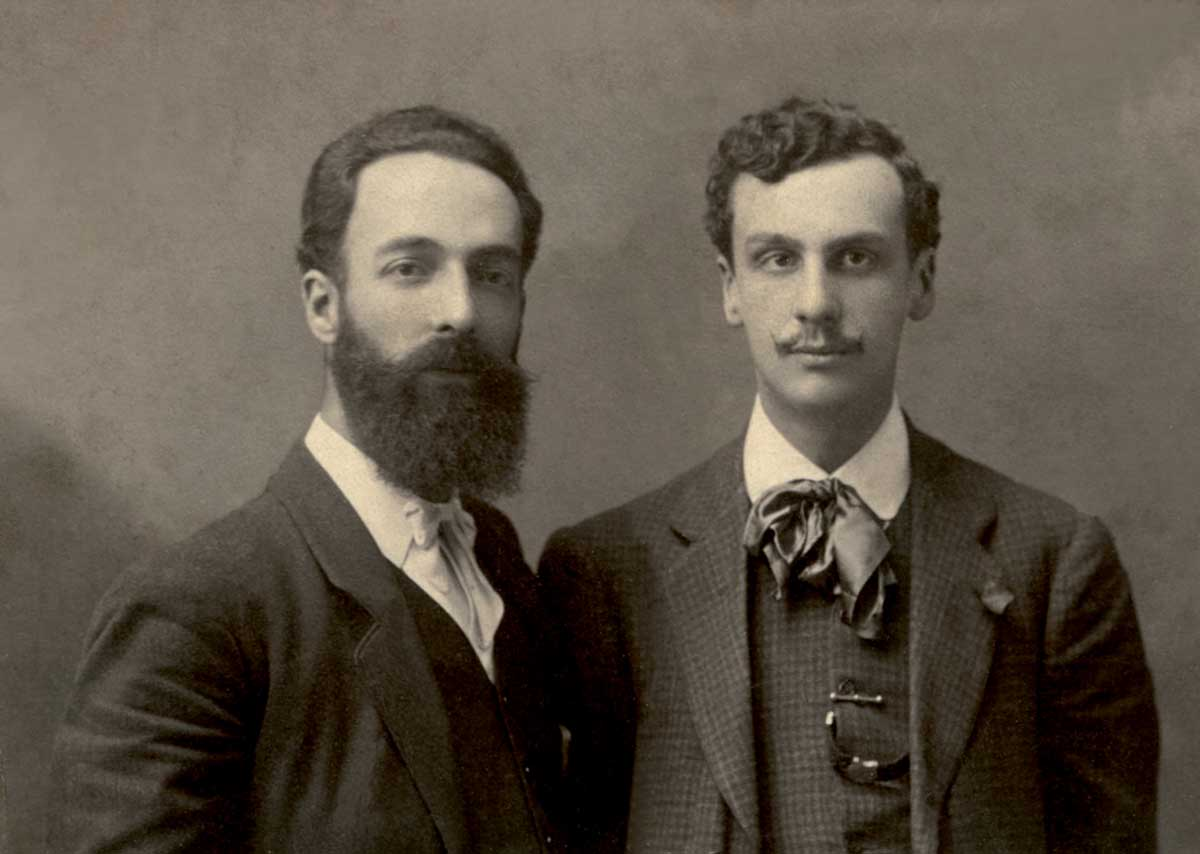
Manuel Magallanes Moure y D’Halmar en 1906.

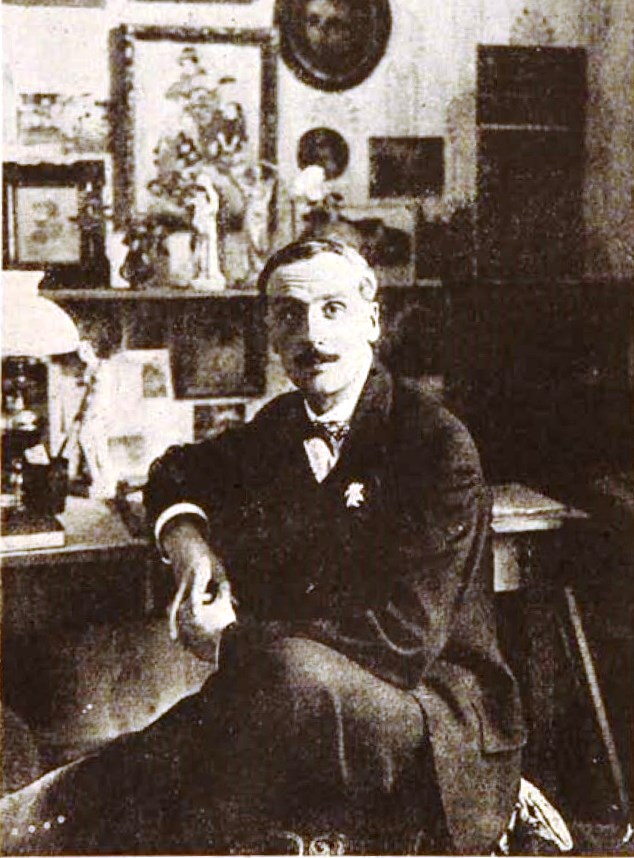
Augusto d'Halmar, 1916.

- Juana Lucero (1902, novela); en 1934 se publicó con el nombre de La Lucero
- Vía crucis (1906)
- Al caer la tarde, teatro (1907)
- La lámpara en el molino (1914, novela)
- Los Alucinados (1917, novela)
- La Gatita (1917, novela corta)
- La sombra del humo en el espejo (1918, novela)
- Nirvana (1918, relato de viaje)
- Cuatro evangélicos en uno, edición de lujo (1922)
- Vía Crucis, edición ilustrada (1923)
- Pasión y muerte del cura Deusto (1924)
- Mi otro yo. La doble vida en la India (1924, novela corta)
- La Mancha de Don Quijote (1934)
- Capitanes sin barco, tres novelas (1934, novela)
- Catita y otras narraciones, cuentos (1935)
- Amor, cara y cruz, novela y cuentos (1935)
- Lo que no se ha dicho sobre la actual revolución española (1936, poesía)
- Rubén Darío y los americanos en París (1941, ensayo)
- Palabras para canciones (1942, poesía)
- Mar, novela poemática (1945)
- Carlos V en Yuste y Castilla (1945)
- Cristián y yo, cuentos (1946)
- Los 21, ensayo (1948)
- Cursos de oratoria (1949)
- Recuerdos olvidados (1975, memorias publicadas póstumamente).

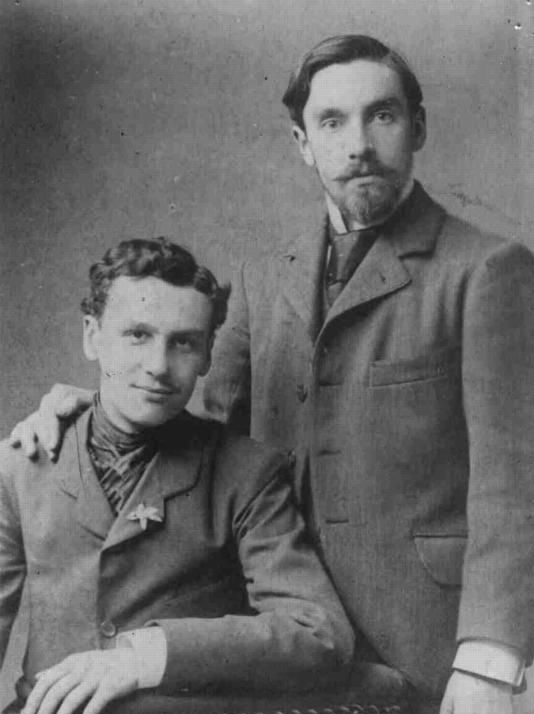